# شيلبا شيتي
شيلبا شيتي (بالإنجليزية: Shilpa Shetty)‏ مواليد 8 يونيو 1975 في مانغلور، كارناتاكا، الهند، هي ممثلة هندية بدأت مسيرتها الفنية عام 1993، أول أفلامها كان bazzigar مع النجمان شاروخان و كاجول وأختاها نيتا شتي و الممثلة شاميتا شيتي و أخوها المخرج روهيت شيتي، وتقيم حاليا شيلبا في مومباي، ورشحت أكثر من 3 مرات بمسابقة أفضل ممثلة لجائزة فيلم فير عملت في منظمة بيتا لحقوق الحيوان وهي صاحبة حزام أسود في رياضة الكاراتيه القتالية وتجيد أيضاً لعب رياضة كرة السلة الرائعة وتتمتع الممثلة شيلبا شيتي بروح فكاهية ومرحة وهي صاحبة أجمل جسم في بوليود وهي أيضاً فاتنة وجميلة.كما كانت لها علاقة سابقة مع اكشاي كومار التي انتهت سنة 2002.

## الأعمال

### أفلام
- أنا ماهر و أنت غير ماهر
- أوم شانتي أوم